# Manuel García Filgueira
Manuel García Filgueira (Mourente, Pontevedra, 16 de febrero de 1882) fue un político gallego socialista y sindicalista, alcalde de Pontevedra en el año 1936. Durante la Guerra civil, Manuel García se mantuvo escondido durante 13 años en los montes gallegos debido a la persecución de políticos y activistas durante la época. Más tarde, a mediados de siglo, fue indultado.

## Trayectoria
Manuel García Filgueira desempeñó un papel destacado en el ámbito político y sindical de Pontevedra durante la primera mitad del siglo XX. Fue líder de la Sociedad Agraria de Mourente y ocupó la presidencia de la Federación Obrera Local de Pontevedra. Su trayectoria política incluyó varias etapas significativas: 
- En las elecciones de 1913, se convirtió en concejal socialista en Pontevedra, marcando su inicio en la vida política local.

- Posteriormente, en 1920, volvió a ser elegido concejal, consolidando su influencia en el ámbito municipal.
- Además, desempeñó un papel importante como miembro del primer Comité Regional del PCE en 1923, lo que refleja su compromiso con el movimiento socialista/comunista.

- Durante el período de la Segunda República en España, continuó siendo concejal en Pontevedra, hasta que fue detenido y destituido debido a su participación en los sucesos de octubre de 1934, un momento tumultuoso en la historia política española que exacerbó las tensiones políticas y sociales, desempeñando un papel importante en el camino hacia la Guerra Civil Española.

- En el contexto de la victoria del Frente Popular, García Filgueira fue elegido primero teniente de alcalde y posteriormente asumió el cargo de alcalde de Pontevedra. Su ascenso a la alcaldía se debió a la partida de Bibiano Fernández Osorio y Tafall, quien se trasladó a Madrid para ocupar el puesto de subsecretario del Interior.

A lo largo de su carrera, Manuel García Filgueira estuvo vinculado tanto a movimientos obreros como a la política de izquierda, aunque también enfrentó acusaciones de sectarismo por parte del PCE en 1934. Su historia refleja la agitación política y los cambios en el poder durante un período de inestabilidad en España.
Durante la Guerra Civil, compartió un período de ocultamiento en las montañas junto a Rogelio González Suárez (Vicepresidente del Sindicato de la Federación Obrera Local de Pontevedra en 1936). Sin embargo, en agosto de 1940, enfrentó un veredicto condenatorio emitido por el Tribunal de Responsabilidades Políticas. La sentencia incluyó una pena de 10 años de destierro, con un exilio ubicado a 150 kilómetros de Pontevedra, junto a una sanción de 10 años de inhabilitación absoluta, además de una multa de 250 pesetas.
Posteriormente, el 29 de octubre de 1949, se vio sometido a juicio bajo la acusación de complicidad en actividades rebeldes, lo que resultó en una condena inicial de 12 años en prisión menor. Sin embargo, en el transcurso de noviembre, su pena fue reducida a 2 años de prisión menor y, en última instancia, obtuvo un indulto. Después de estos acontecimientos, su actividad política disminuyó notablemente, y experimentó un incidente inusual que le dejó con una discapacidad en una pierna, obligándole a caminar con el apoyo de un bastón. Se dice que la lesión se dio debido a sus años oculto en espacios pequeños.

## Vida personal
Contrajo matrimonio con Emma Mourón Álvarez, quien estuvo presa en 1936 . Juntos, fueron padres de cuatro hijos: Manuel, Pilar, Rosario y Carlos García Mourón .

| Predecesor: Bibiano Fernández Osorio-Tafall | Alcalde de Pontevedra 1936-1936 | Sucesor: Eladio Becerril González |